# María Luisa Bemberg: El eco de mi voz
María Luisa Bemberg: El eco de mi voz és una pel·lícula documental argentina dirigida per Alejandro Maci el 2022.
La cinta va ser nominada al millor documental en la 71a edició dels Premis Cóndor de Plata.

## Argument
A partir de la gravació en casset de les últimes converses de María Luisa Bemberg. El documental retrata l'audàcia i el talent d'una dona que va trencar amb les comoditats de la seva vida familiar per a convertir-se en pionera i referent ineludible de les directores que seguirien els seus passos. Un valuós estudi sobre una important figura del cinema i del feminisme a l'Argentina.

## Repartiment
- María Luisa Bemberg
- Lita Stantic (voz)
- Susú Pecoraro (voz)
- Graciela Borges (voz)

## Premis i nominacions
| Premi                  | Data               | Categoria         | Nominat                               | Resultat | Ref.  |
| ---------------------- | ------------------ | ----------------- | ------------------------------------- | -------- | ----- |
| Premis Cóndor de Plata | 22 de maig de 2023 | Millor documental | María Luisa Bemberg: El eco de mi voz | Nominat  | [ 3 ] |